# Katholieke emancipatie in Nederland
De katholieke emancipatie in Nederland is het proces waarmee katholieken in Nederland geleidelijk aan gelijkberechting verwierven op politiek, sociaal en cultureel gebied. Dit proces liep ongeveer parallel met de opkomst van de arbeidersbeweging. Deze beide ontwikkelingen leidden tot de verzuiling van Nederland, waarbij protestanten, katholieken en ongodsdienstigen elk een eigen wereld hadden met eigen scholen, verenigingen, winkels, buurten, politieke partijen, eventueel kerken en later omroepverenigingen.

## Historisch overzicht
Tijdens de Republiek der Zeven Verenigde Nederlanden (1588-1795) werden katholieken achtergesteld doordat vele openbare functies niet voor hen toegankelijk waren. De katholieke emancipatie kwam hiertegen in opstand waardoor ze in de Franse tijd (1795-1813) gelijkberechtigd werden. Bij de oprichting van het Koninkrijk der Nederlanden in 1813 werden de rechten van de katholieken in de Grondwet vastgelegd, maar de topfuncties bleven vrijwel geheel in handen van de protestanten. Velen onder hen hadden een sterk antikatholieke houding omdat ze Nederland als een protestants land beschouwden. 
De koning had nog een zeker toezicht op de katholieke kerk via het recht van placet, dat inhield dat hij de pauselijke verordeningen moest goedkeuren. De katholieke politici sloten zich aan bij de hervormingsgezinde liberalen die, onder leiding van Johan Rudolph Thorbecke, dit soort koninklijke invloed afschaften. In 1853 ontstond beroering bij het Herstel van de bisschoppelijke hiërarchie, dat weliswaar door de regering werd goedgekeurd, maar waartegen conservatieve protestanten te hoop liepen, wat de Aprilbeweging werd genoemd. Deze schakelden Koning Willem III in om de beslissing ongedaan te maken. Omstreeks 1870 distantieerden de katholieken zich van de liberalen omdat die aandrongen op opheffing van het gezantschap bij de paus.
Katholieken eisten steeds vaker het recht op om hun geloof in het openbaar te kunnen belijden. Een belangrijk twistpunt tussen katholieken en protestanten was het processieverbod in de Grondwet van 1848, later nog aangescherpt. Dit leidde met name in de jaren 1870 tot grote commotie in de politiek. Het verbod bleef tot 1983 van kracht, hoewel 'illegale' processies meestal oogluikend werden toegestaan. Het katholieke volksdeel groeide, mede door de economische ontwikkeling van de jaren 1870, met zijn spoorwegaanleg en industrialisering. Dat leidde tot de oprichting van veel nieuwe kerken, meestentijds in neogotische stijl en veelal ontworpen door Pierre Cuypers en Joseph Cuypers.
De schoolstrijd ontstond uit het pleit van de liberalen voor moderne ontwikkelingen en neutraal onderwijs tegenover de afkeuring hiervan door de conservatieve encycliek Quanta Cura (1864). De katholieken ijverden samen met de gereformeerde zijde met de Anti-Revolutionaire Partij voor christelijke scholen. Toen de schoolstrijd eenmaal gewonnen was, werden er in hoog tempo katholieke scholen opgericht. Met name de jezuïeten speelden hierin een grote rol door het voorzien van kwalitatief betere middelbare scholen die het katholieke kader moesten ontwikkelen. Daartoe richtten ze colleges met internaten op zoals Katwijk de Breul (eerst in Katwijk, later in Zeist), het Ignatiuscollege in Amsterdam en het grootste, het Canisius College (internaat) in Nijmegen. Verschillende andere katholieke kloosterorden deden hetzelfde, en daarnaast werden er per bisdom kleinseminaries opgericht, ook als internaat, voor aankomende priesters. Voor meisjes kwam die ontwikkeling pas later.
In 1880 kwam Herman Schaepman met de proeve voor een katholiek partijprogramma. Vooral in sociaal opzicht was hij veel vooruitstrevender dan de meeste andere katholieke politici. In 1891 kwam er voor het eerst een soort losse katholieke fractie in de Tweede Kamer, die op sociaal gebied zeer conservatief was. Pas in 1896 werd Schaepman hier lid van en hij formuleerde een programma dat weliswaar anti-socialistisch was maar toch oplossingen voor het sociale vraagstuk bood. Op 5 mei 1897 kwam er een landelijke organisatie van R.K. Kiesverenigingen, waaruit op 15 oktober 1904 de Algemeene Bond van RK-kiesverenigingen ontstond. Hieruit werd in 1927 de Roomsch-Katholieke Staatspartij opgericht. Doordat Nederland de Eerste Wereldoorlog wist te ontlopen, kon de katholieke emancipatie doorzetten tot aan het jaar van beurskrach van 1929. Toen was de facto een positie bereikt die geen extra inspanning meer hoefde te vergen.